# شاپرک آجری خط سفید
شاپرک آجری خط سفید (نام علمی: Abantiades hyalinatus) نام یک گونه از سرده آبانتیادس است.
این گونه از خانواده شبح بیدان است.این گونه در استرالیا ،از جوبن شرقی کوئنزلند تا تاسمانی یافت می شود.
طول بال های این گونه ۱۰-۱۲ سانتی متر می باشد.